# Mali Budmir
Mali Budmir  (mađ. Kisbudmér) je selo u južnoj Mađarskoj.
Zauzima površinu od 5,72 km četvorna.

## Zemljopisni položaj
Nalazi se na 45°54'45" sjeverne zemljopisne širine i 18°26'51" istočne zemljopisne dužine, na trećini puta od Belog Manastira u Hrvatskoj i Pečuha u Mađarskoj. Kotarsko središte Mohač se nalazi sjeveroistočno od Malog Budmira. Susjedna naselja su Veliki Budmir (2,5 km udaljen) i Borjat.

## Upravna organizacija
Upravno pripada Mohačkoj mikroregiji u Baranjskoj županiji. Poštanski broj je 7756.

## Stanovništvo
U Malom Budmiru živi 145 stanovnika (2002.). 

## Vanjske poveznice
- Mali Budmer na fallingrain.com